# Ľubomír Michalík
Ľubomír Michalík (Čadca, 13 agosto 1983) è un calciatore slovacco, difensore dello DAC Dunajská Streda.

## Carriera

### Club
Comincia la sua carriera professionistica nel 2005 a 22 anni nel Football Club Senec, squadra militante nella seconda divisione nazionale. Nel 2006 l'FC Senec viene promosso nella Corgoň Liga e arriva sesto nella prima parte del campionato, potendo giocare gli spareggi per lo scudetto.
Nel 2007 Michalík passa agli inglesi del Bolton dove gioca poco, quindi viene girato in prestito al Leeds United dove gioca 7 incontri di Football League One e segna una rete.
Nel 2008 viene acquistato definitivamente dal Leeds, che lo mantiene costantemente in campo fino al 2010, quando viene girato in prestito al Carlisle United.

### Nazionale
Entra in Nazionale nel 2007.